# Toro (entreprise)
Pour les articles homonymes, voir Toro.
Toro est une entreprise américaine fabriquant du matériel pour l'entretien du gazon, particulièrement des tondeuses de toutes tailles et en complément du matériel d'arrosage automatique, que ce soit du petit jardin jusqu'au golf ; c'est de nos jours l'un des 3 leaders mondiaux de ce domaine d'activité.

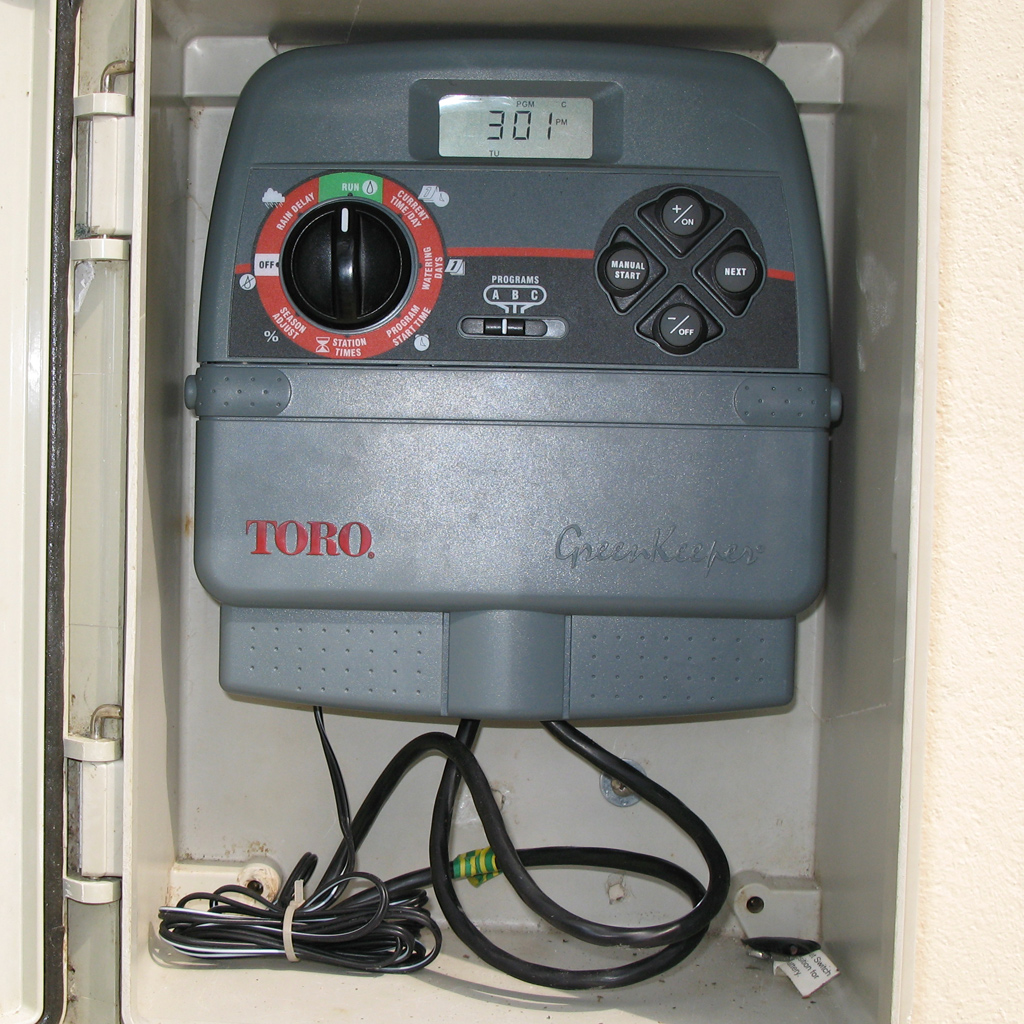
ancien programmateur d'arrosage automatique

## Toro arrosage
En 1962, Toro débute dans le domaine de l'arrosage enterré des golfs en achetant Moist O' Matic, une entreprise de Californie fabriquant du matériel d'irrigation en plastique. Sept ans plus tard, Toro installe les premiers arroseurs en plastique sur les terrains de golf en remplacement des traditionnels arroseurs métalliques. Dix ans après le rachat, Toro est leader « dans l'arrosage des parcours de golf ».
Les acquisitions s'enchaînent : cinq entreprises sont achetées entre 1996 et 2008.
De nos jours, la marque Toro reste spécialisée dans l'arrosage des golfs, mais possède également une gamme de produits complète, développée pour les municipalités (stades, parcs, cimetières…) ainsi que les particuliers.

## Sites de production
Les sites de production en activité en 2016 sont les suivants :
Amérique du Nord
- Iron Mountain (États-Unis)
- Shakopee (États-Unis)
- Tomah (États-Unis)
- Sanford (États-Unis)
- El Cajon (États-Unis)
- Windom (États-Unis)
- Beatrice (États-Unis)
- El Paso (États-Unis)
- Ciudad Juárez (Mexique)

Europe
- Spellbrook (Royaume-Uni)
- Althengstett (Allemagne)
- Fiano Romano (Italie)
- Ustroń (Pologne)
- Ploiești (Roumanie)

Asie-Océanie
- Xiamen (Chine)
- Beverley (Australie)